# Lycaena aucta
Lycaena aucta är en fjärilsart som beskrevs av Hermann Stauder 1923. Lycaena aucta ingår i släktet Lycaena och familjen juvelvingar. Inga underarter finns listade i Catalogue of Life.